# Вентура (округ)
Венту́ра (англ. Ventura) — округ в южной части штата Калифорния, США, на побережье Тихого океана. Прозвище округа — «золотое побережье». Вентура считается одним из самых безопасных и дорогих округов штата. Средняя цена на дом здесь составила $355 000. Население округа, по данным переписи 2000 года, составляет 753 197 человек. Окружной центр — город Вентура. Крупнейший город — Окснард с населением около 200 000 человек.

## История
До прихода европейцев эта земля была населена коренными американцами — индейцами чумаши.
В октябре 1542 года экспедиция во главе с Хуан Родригесом Кабрильо высадилась около нынешней невключённой территории Пойнт-Мугу. Члены этой экспедиции стали первыми европейцами, ступившими на землю будущего округа Вентура.
Активная оккупация Калифорнии испанцами началась в 1769 году. Гаспар де Портола-и-Ровира организовал экспедицию от Сан-Диего до Монтерея по суше в августе того же года. Один из участников экспедиции, священник Хуан Креспи Фиоль, отметил в своем журнале, что это идеально подходящее место для миссии. В составе экспедиции находился так же монах Хуниперо Серра, будущий основатель католический миссии в этом регионе.
31 марта 1782 года Серра основал миссию Сан-Бонавентура, названную в честь святого Бонавентуры, генерала францисканского ордена. Вскоре миссия переросла в одноименный город, который затем получил название Вентура.
В 1790-х годах военный губернатор Калифорнии начал наделять испанских солдат землями в десятки тысяч акров за верную и долгую службу, известные как ранчо Калифорнии. Нынешняя территория округа Вентура состояла из ранчо Сими, отданного в 1795 году, и ранчо Эль-Конехо, отданного в 1802 году.
В 1822 году, в результате Мексиканской войны за независимость, Калифорния присоединилась к Мексике.
Американо-мексиканская война началась в 1846 году, но в округ Вентура она пришла только в 1847 году, когда эти земли занял батальон капитана Джона Фримонта. По договору Гуадалупе-Идальго в 1848 году Калифорния отошла к Соединённым Штатам.
В 1849 году была принята Конституция Калифорнии, по которой территория штата делилась на 27 округов. Нынешний округ Вентура в то время вошёл в состав южной части округа Санта-Барбара.
1 января 1873 года округ Вентура официально отделился от Санта-Барбары с окружным центром Сан-Бонавентура (будущим городом Вентура).

## География
Общая площадь округа равняется 5718,7 км², из которых 4779 км² (83,57 %) составляет суша и 940 км² (16,43 %) — вода.

### Соседние округа
На севере Вентура граничит с округом Керн, на востоке и юго-востоке с округом Лос-Анджелес, на юге с Тихим океаном, на западе с округом Санта-Барбара.

### Города
В округе расположено 10 городов:
| №  | Город                     | Население (2000) | Население (2010) | %      |
| -- | ------------------------- | ---------------- | ---------------- | ------ |
| 1  | Окснард                   | 170 358          | 200 004          | 17,4 % |
| 2  | Таузанд-Окс               | 117 005          | 130 209          | 11,3 % |
| 3  | Сими-Валли                | 111 351          | 126 902          | 14,0 % |
| 4  | Вентура (Сан-Бонавентура) | 100 916          | 109 946          | 9,0 %  |
| 5  | Камарильо                 | 57 084           | 66 690           | 16,8 % |
| 6  | Мурпарк                   | 31 415           | 37 576           | 19,6 % |
| 7  | Санта-Паула               | 28 598           | 30 048           | 5,1 %  |
| 8  | Порт-Уайниме              | 21 845           | 21 887           | 0,2 %  |
| 9  | Филмор                    | 13 643           | 15 787           | 15,7 % |
| 10 | Охай                      | 7 862            | 8 226            | 4,6 %  |

## Демография
По данным переписи 2000 года, население Вентуры составляет 753 197 человек, 243 234 домохозяйства и 182 911 семей, проживающих в округе. Плотность населения равняется 158 чел/км². В округе 251 712 единиц жилья со средней плотностью 53 ед/км². Расовый состав округа включает 69,93 % белых, 1,95 % чёрных или афроамериканцев, 0,94 % коренных американцев, 5,35 % азиатов, 0,22 % выходцев с тихоокеанских островов, 17,68 % представителей других рас и 3,93 % представителей двух и более рас. Треть из всех рас (33,42 %) — латиноамериканцы.
Из 243 234 домохозяйств 39,7 % имеют детей в возрасте до 18 лет, 59,5 % являются супружескими парами, проживающими вместе, 10,9 % являются женщинами, проживающими без мужей, а 24,8 % не имеют семьи. 18,9 % всех домохозяйств состоят из отдельных лиц, в 7,4 % домохозяйств проживают одинокие люди в возрасте 65 лет и старше. Средний размер домохозяйства составил 3,04, а средний размер семьи — 3,46.
В округе проживает 28,4 % населения в возрасте до 18 лет, 9,0 % от 18 до 24 лет, 30,7 % от 25 до 44 лет, 21,7 % от 45 до 64 лет, и 10,2 % в возрасте 65 лет и старше. Средний возраст населения — 34 года. На каждые 100 женщин приходится 99,7 мужчин. На каждые 100 женщин в возрасте 18 лет и старше приходится 97,5 мужчин.
Средний доход на домашнее хозяйство составил $59 666, а средний доход на семью $65 285. Мужчины имеют средний доход в $45 310 против $32 216 у женщин. Доход на душу населения равен $24 600. Около 6,4 % семей и 9,2 % всего населения имеют доход ниже прожиточного уровня, в том числе 11,6 % из них моложе 18 лет и 6,3 % от 65 лет и старше.

## Транспорт

### Автомагистрали
- US 101
- SR 1
- SR 23
- SR 33
- SR 34
- SR 118
- SR 126
- SR 50
- SR 232
- SR 257 (не построена)

### Аэропорты
В округе расположены аэропорты:
- Камарильо
- Окснард
- Санта-Паула